# Svetlana Goncharenko
Svetlana Goncharenko (Rusia, 28 de mayo de 1971) es una atleta rusa, especializada en la prueba de 4x400 m, en la que llegó a ser campeona mundial en 1999.

## Carrera deportiva
En el Mundial de Sevilla 1999 ganó la medalla de oro en el relevo de 4x400 metros, con un tiempo de 3:21.98 segundos, por delante de Estados Unidos y Alemania, siendo sus compañeras de equipo: Tatiana Chebikina, Olga Kotlyarova y Natalya Nazarova.